# Bistum Coimbatore
Das Bistum Coimbatore (lateinisch Dioecesis Coimbaturensis) ist eine in Indien gelegene römisch-katholische Diözese mit Sitz in Coimbatore. Es umfasst Teile der Distrikte Coimbatore, Erode, Tirupur, Tiruchirappalli und Palakkad in den Bundesstaaten Tamil Nadu und Kerala. Die Kathedrale des Bistums ist die St. Michael’s Cathedral in Coimbatore.

## Geschichte
Das Apostolische Pro-Vikariat Coimbatore wurde 1845 errichtet aus Gebietsabtretungen des Apostolischen Vikariates Madura und Koromandelküste und des Bistums Madura.  Es wurde 1850 durch Papst Pius IX. als Apostolisches Vikariat Coimbatore erhoben. Am 1. September 1886 wurde das Apostolische Vikariat Coimbatore zum Bistum erhoben. Das Bistum gab am 12. Juni 1923 Teile seines Territoriums zur Gründung des Bistums Calicut und am 28. Dezember 2013 zur Gründung des Bistums Sultanpet ab. Das Bistum Coimbatore ist dem Erzbistum Madras-Mylapore als Suffraganbistum unterstellt.

## Ordinarien von Coimbatore

### Apostolische Vikare
- Melchior-Marie-Joseph de Marion-Brésillac SMA, 1850–1855
- Claude-Marie Dépommier MEP, 1865–1873
- Etienne-Auguste-Joseph-Louis Bardou MEP, 1874–1886

### Bischöfe
- Etienne-Auguste-Joseph-Louis Bardou MEP, 1886–1903
- Jacques-Denis Peyramale MEP, 1903
- Augustine-Antoine Roy MEP, 1904–1930
- Marie-Louis-Joseph-Constantin Tournier MEP, 1932–1938
- Ubagaraswani Bernadotte, 1940–1949
- Francis Xavier Muthappa, 1949–1971
- Manuel Visuvasam, 1972–1979
- Ambrose Mathalaimuthu, 1979–2002
- Thomas Aquinas Lephonse, seit 2002